# Botrioide

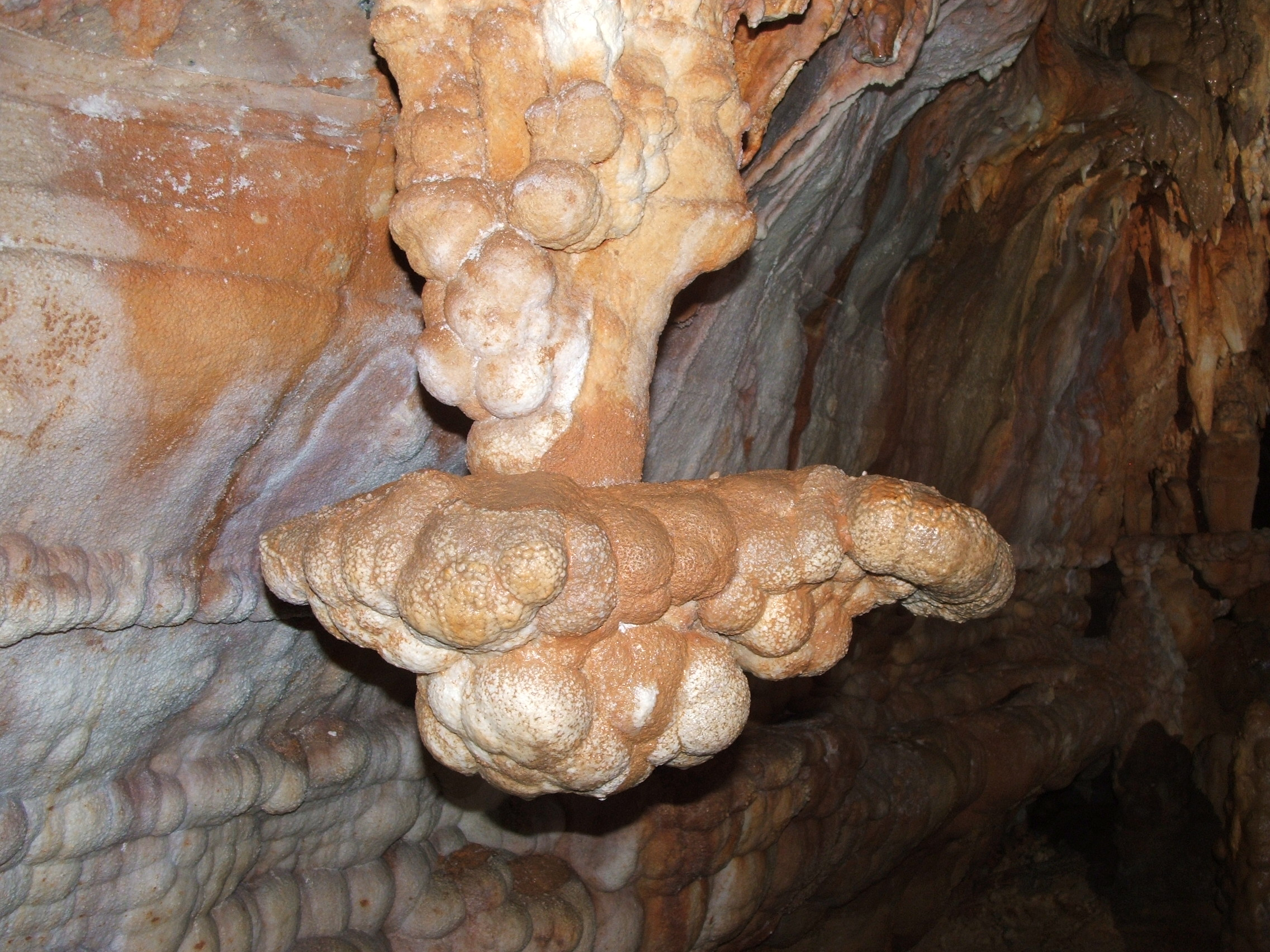
Botriode a la Grotte di Toirano, a Toirano, Savona, Liguria, Italia

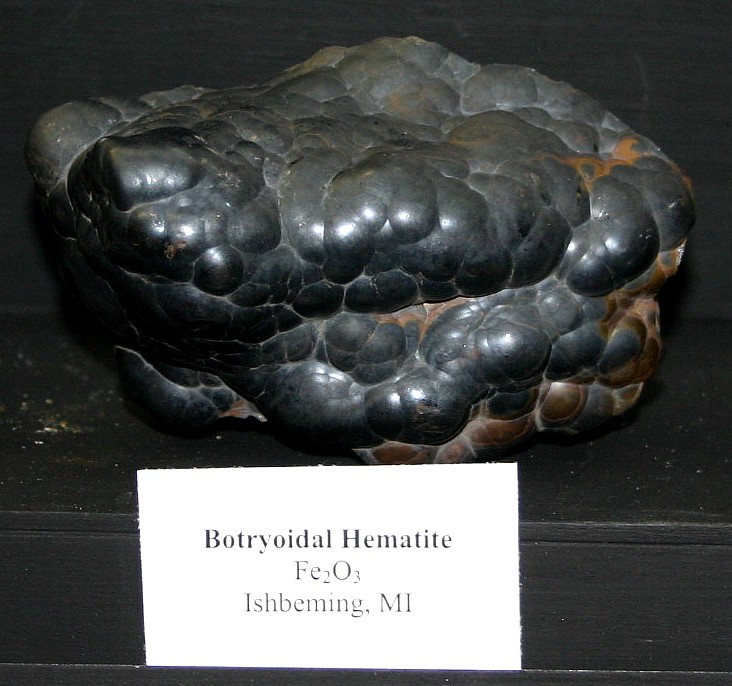
Hematita botroïdal.

Un botrioide és un tipus d'espeleotema que consisteix en un agregat cristal·lí compost de cristalls aciculars disposats radialment, d'aspecte semblant a un gotim de raïm. La gènesi dels botrioides sembla lligada a complexes interaccions entre fenòmens de capil·laritat i la probable aportació d'aerosols causats per esquitxos produïts a causa del degoteig zenital. Es tracta, en general, de petits espeleotemes d'aspecte nodular (entre uns pocs mil·límetres i un parell de centímetres), que sovint apareixen formant raïms de formes globulars. Es poden desenvolupar sobre qualsevol superfície, recobrint parets, sostres, trespols amb diferents sediments, blocs caiguts o fins i tot espeleotemes, com ara colades i estalagmites.
Aquesta és una forma comuna per a molts minerals, especialment a l'hematita en què és la forma clàssicament reconeguda. També és una forma comuna de goethita, smithsonita, fluorita, malaquita i crisocola.
Cada esfera (raïm) en un mineral botrioïdal és més petita que un mineral reniforme, i molt més petit que un mineral mamilar. Els minerals botrioïdals es formen quan hi ha molts nuclis a prop presents: grans de sorra, pols o altres partícules. Les capes de material mineral es dipositen radialment al voltant dels nuclis. Quan es diposita més material, les esferes es fan més grans i, finalment, se superposen amb les que són a prop. Aquestes esferes properes es fusionen per formar l'agrupament botrioïdal.